# Lysius Salomon

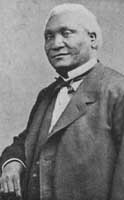
Lysius Salomon

Louis Étienne Félicité Lysius Salomon Jeune (* 30. Juni 1815 in Les Cayes; † 19. Oktober 1888 in Paris) war ein haitianischer Politiker und Präsident von Haiti.

## Biografie

### Familie und politische Laufbahn
Salomon entstammte einer einflussreichen Familie aus dem Südosten Haitis, die in Opposition zum von März 1843 bis Mai 1844 amtierenden Präsidenten Charles Rivière-Hérard stand. Dieser ließ sowohl Salomon als auch dessen Vater nach Auseinandersetzungen mit Mulatten verhaften und entließ sie danach ins Exil nach Neyba, der Hauptstadt der Provinz Baoruco im Südwesten der benachbarten Dominikanischen Republik. Dort absolvierte er ein Studium und bereitete sich dabei auch auf seine zukünftige politische Laufbahn vor. Dabei verstand er sich insbesondere als Vertreter einer Politik zur Förderung der schwarzen Bevölkerung zu Lasten der Mulatten in Tradition des Vaters der haitianischen Unabhängigkeit, Jean-Jacques Dessalines.
Nach seiner Rückkehr berief ihn Präsident Faustin Soulouque im März 1847 zum Finanzminister. Dieses Amt hatte er auch nach der Krönung Soulouques zum Kaiser Faustin I. von Haiti am 18. April 1852 inne. Als Finanzminister begann er mit der Monopolisierung der Kaffee- und Baumwollgeschäfte. Gleichzeitig wurden ausländische Importe durch die staatliche Monopolverwaltung reglementiert und Kapitalabgaben eingeführt, was jedoch zu einem starken Anstieg von Schmuggel und Piraterie führte.
1858 wurde er von Kaiser Faustin I. dann für eine kurze Zeit zum Innenminister berufen, allerdings musste er nach dem Sturz Soulouques, der zunehmend diktatorischer regierte, erneut im Januar 1859 ins Exil nach Europa gehen. In Europa setzte er neben seinen Reisen auch private Studien fort und verblieb mehrere Jahre in Frankreich.
Unter Präsident Sylvain Salnave war er von Mai 1867 bis Dezember 1869 Außenminister. Nach dessen Sturz befand er sich bis zum 18. August 1879 im Exil in London und Paris. Zeitweise war jedoch auch Gesandter in Paris. Nach seiner Rückkehr war er kurzfristig im Import- und Export tätig.

### Präsident 1879 bis 1888

#### Kampf um die Präsidentschaft und Wahlerfolg

Präsident Salomon mit Ministern und ausländischen Diplomaten (1884)

Unmittelbar darauf begann er sich jedoch als Kandidat für die Präsidentschaftswahlen zu bewerben. Nach seiner Wahl zum Präsidenten von Haiti für eine Amtszeit von sieben Jahren am 2. Oktober 1879 wurde er am 26. Oktober 1879 vereidigt und übernahm damit das Amt vom bisherigen kommissarischen Präsidenten Joseph Lamothe. Einer der Gründe für seine eher überraschende Wahl war der Streit zwischen den großen Parteien. Als Programm seiner Präsidentschaft plante er die Erhöhung der landwirtschaftlichen Produktion, die Stabilisierung der finanzielle Lage sowie die Verbesserung und Neuorganisation der öffentlichen Verwaltung. In kürzester Zeit begann er mit der Rückzahlung von Krediten an Frankreich und setzt die Gründung einer Nationalbank um.
Die Liberale Partei, die bei den Wahlen zur Deputiertenkammer eine empfindliche Niederlage erlitten, unternahm das Äußerste um ihren vorherigen Einfluss zurückzugewinnen. Ihr Vorsitzender, Boyer Bazelais, der ins Exil nach Kingston (Jamaika) gegangen war, leitete ohne jegliche Einmischung der britischen Kolonialmacht Jamaikas Verschwörungen gegen den neuen Präsidenten in die Wege.
Am 27. März 1883 traf Bazelais an Bord des US-amerikanischen Dampfschiffes The Tropic in Miragoâne an und begann von dort aus einen Aufstand gegen Salomon. Zwar wurde dieser Aufstand Ende des Jahres niedergeschlagen, allerdings zu einem hohen Preis für Haiti.
Neben den Ausgaben die der neue Streit verursachte, hatte Haiti einen hohen Schadensersatz an ausländische Staatsangehörige zu zahlen, die Schäden in Port-au-Prince und anderen Städten erlitten hatten. Nachdem die US-Regierung Kenntnis davon erhalten hatte, dass ein US-amerikanisches Dampfschiff in den Aufstand verwickelt war, musste die USA die verlangte Entschuldigung aussprechen. Der Kapitän sowie die Besatzung der The Tropic wurden vor einem Gericht in Philadelphia wegen Verletzung des Neutralitätsrechts angeklagt und verurteilt.

#### Differenzen mit der katholischen Kirche
Gleich am Anfang der Amtszeit war Salomon aufgerufen, die erheblichen Differenzen zwischen den zivilen und religiösen Autoritäten beizulegen. In den ersten Jahren seiner Unabhängigkeit hatte Haiti die Freiheit der Kulte proklamiert und die Zivilehe eingeführt. Entsprechend der geltenden Gesetze war es den Geistlichen aller Glaubensrichtungen untersagt, eine Trauung ohne Vorlage der zivilen Heiratsurkunde zu zelebrieren. Mit der Zeit begann der römisch-katholische Klerus diese Anordnung zu missachten, bis sie schließlich das Recht einer ordnungsgemäßen Eheschließung ohne vorheriges ziviles Eheschließungsverfahren für sich beanspruchte.
Daraufhin nahm mit der Deputiertenkammer die Legislative dieses Thema auf und verabschiedete eine Resolution, in der der Präsident gebeten wurde, den 1860 mit dem Heiligen Stuhl unterzeichneten Konkordat aufzukündigen. Salomon begann mit den notwendigen Schritten zur Befolgung der Resolution. Allerdings begannen die Priester unmittelbar darauf mit der Beachtung der Rechtslage, so dass es zu keinen weiteren Spannungen zwischen dem Klerus und den Zivilbehörden kam.

#### Die Schadensersatzverfahren von Lazare, Pelletier und Maunders
Diese innenpolitischen Differenzen waren nicht die einzigen Schwierigkeiten, die Salomon zu überstehen hatte. Wie seine Vorgänger wurden auch gegenüber seiner Regierung zahlreiche Ansprüche ausländischer Mächte erhoben.
Die USA beharrten auf ihrem Anspruch bezüglich einer Entschädigung für Pelletier und Lazare. Um diese langen Unterredungen zu beenden, stimmte die haitianische Regierung letztlich der Vorlage der beiden Fälle vor einem Schiedsgericht zu. In Befolgung eines am 28. Mai 1884 durch den haitianischen Gesandten in Washington, Preston, und dem US-Außenminister, Frederick T. Frelinghuysen, unterzeichneten Protokolls wurde der frühere Richter am US Supreme Court, William Strong, zum alleinigen Schlichter berufen.
Die am 13. Juni 1885 ausgesprochene Entschädigungssumme war von höchst erstaunlicher Natur. Die Republik Haiti wurde verurteilt an A. H. Lazare 117.500 US-Dollar mit einer sechsprozentigen jährlichen Verzinsung seit dem 1. November 1875 und an den Piraten Pelletier 57.200 US-$ zu zahlen. Haiti reichte wegen dieser außerordentlichen Entschädigungssumme Beschwerde beim US-Außenminister ein. Außerdem war das vorherige Verbrechen von Pelletier so offensichtlich, dass der damalige US-Außenminister William H. Seward ein Eintraten zu Pelletiers Gunsten abgelehnt hatte. In einem Schreiben vom 30. November 1863 an den US-amerikanischen Kommissionärs in Port-au-Prince stellte Seward seinen Standpunkt zum Fall Pelletier dar:
„Sein (Pelletiers) Benehmen in Haiti und an dessen Küste stellt ausreichend Grund für notwendige Verdächtigungen gegen ihn durch die Behörden dieser Republik dar, die zu seiner Festnahme, Prozess und Verurteilung aus rechtmäßigen Gründen führten und die keinen Anlass zu einer Einmischung bieten.“
Darüber hinaus erklärte der 1861 in Cap-Haitien tätige US-Handelsbeauftragte Gorham Eustis Hubbard gegenüber dem Schlichter William Strong am 22. Februar 1885:
„Es war immer meine Ansicht von damals bis heute, dass die haitianische Regierung diesen Mann als Pirat hinrichten und sein Schiff und sein Eigentum als Tilgung konfiszieren sollte.“
Noch im Juni 1874 hatte der Senat der Vereinigten Staaten eine Betrachtung der Petition von Antonio Pelletier abgelehnt. Auch das Repräsentantenhaus der Vereinigten Staaten hatte 1868 und erneut 1878 abgelehnt, jegliche Empfehlung an das Außenministerium zu Pelletiers Fall abzugeben.
Nach Prüfung der durch die haitianische Gesandtschaft vorgetragenen oben genannten Gründe hob das US-Außenministerium letztlich die Entschädigungssummen auf und befreite Haiti von der Zahlung der Entschädigungssummen sowohl an Lazare als auch an Pelletier. In seinem Memorandum vom 20. Januar 1887 führte der nunmehrige US-Außenminister, Thomas F. Bayard, zum Fall Pelletier aus:
„Dieser Schadensfall ist eine, wie ich jetzt feststelle, die aus ihren Gründen heraus keine zivilisierte Regierung abpressen kann. Ich zögere nicht in meiner Entscheidung zu sagen, dass der Schadensfall Pelletier einer ist, denn diese Regierung nicht von Haiti abpressen wird, weder durch Beeinflussung noch durch Druck, und ich komme zu diesem Schluss, erstens weil Haiti das Recht zur erfolgten Bestrafung Pelletiers hatte, über die er sich nun beschwert, die in keiner Weise überhöht ist in Anbetracht der Schrecklichkeit seiner Taten, und zweitens, weil sein Rechtsstreit von sich aus so durchtränkt ist mit Terpentin und Schande, dass darauf keine Handlung, rechtlich oder diplomatisch, aufgebaut werden kann.“
In Bezug auf Lazare führte Bayard aus:
„Als grundlegend für die Beziehung zwischen Nationen sollte der Augenblick durch die höchsten Ehren wie auch der Ehrenhaftigkeit hervorgehoben werden, in dem die Regierung der Vereinigten Staaten entdeckt hat, dass der Schadensersatzanspruch, den sie gegenüber einer ausländischen Regierung geltend gemacht hat, nicht ehrbar und ehrenhaft durchgesetzt werden kann, sowie der Augenblick, unabhängig von der Dauer der Prozedur, dass der Schadensersatzanspruch fallen gelassen werden sollte.“
Während die USA dadurch das Recht einer schwächeren Nation anerkannt hatte, vertrat Großbritannien andererseits seine Haltung bezüglich einer Schadensersatzzahlung im Fall Maunders. Dieser Schadensersatzfall hätte leicht einem Schiedsgericht übertragen werden können. Für die haitianische Regierung war umstritten, ob der Konzessionsempfänger die vereinbarte Zahlung geleistet hat, während Maunders erklärte, dass sie schwere Verluste erlitten hätte. Großbritannien bestand allerdings auf die Zahlung eines Schadensersatzes.
Im März 1887 ankerte das Kriegsschiff Canada mit einem Sondergesandten an Bord im Hafen von Port-au-Prince und begehrte eine unverzügliche Beilegung. Zur Sicherung des Friedens stimmte Haiti der Zahlung einer Summe von 32.000 US-$ zu.

#### Gründung der Nationalbank und Finanzkrisen
In der Folgezeit kritisierten ausländische Mächte zunehmend das haitianische Finanzmanagement, ließen dabei jedoch außer Acht, dass die finanziellen Schwierigkeiten Haitis und die Belastung des Haushalts auf ausländischen Kreditzinsen beruhten. Dennoch begann Salomon mit einigen Maßnahmen zur Beilegung der finanziellen Krise. Zuerst führte er direkte Verhandlungen mit den Inhabern der Anleihen aus dem vom früheren Präsidenten Michel Domingue aufgenommenen Kredit. Nach einer raschen Übereinkunft wurden die Zinsen regelmäßig bezahlt. Danach wäre der Kredit 1922 vollständig abgelöst gewesen.
Überzeugt von der Integrität der Haitianer begannen französische Kapitalgeber 1880 mit der Einrichtung einer staatlichen Bank in Haiti, der Banque Nationale d'Haiti, die insbesondere mit der Verwaltung der Staatseinnahmen und der Staatsausgaben betraut wurde. Nach dem Erlass des Gesetzes zur Nationalbank vom 24. September 1880 wurde noch im Herbst 1880 mit der Ausgabe von Silber-, Bronze- und Kupfermünzen und bald darauf von Papiergeld begonnen.
Dieses Geldinstitut erfüllte nicht die in dieses gesetzten Erwartungen einer strikten Redlichkeit und eines behutsamen Finanzmanagements. Kaum vier Jahre nach der Gründung der Banque Nationale d'Haiti brach ein Finanzskandal aus. Bereits bezahlte Wertpapierorder wurden erneut in Umlauf gebracht, so dass eine strafrechtliche Untersuchung folgte, die dazu führte, dass ein Franzose und ein Engländer zu jeweils drei Jahren Freiheitsstrafe verurteilt wurden. Einige Jahre später war diese Bank 1904 in den so genannten Konsolidierungsskandal verwickelt.

#### Weitere Ereignisse und Wiederwahl als Präsident 1887
Neben der Gründung der Nationalbank fand unter seiner Amtszeit auch die Verlegung des ersten Seekabels für Telegraphie statt. Nach der Gründung des Weltpostvereins (Union Postale Universelle) 1874 trat Haiti 1880 diesem bei und begann mit der Ausgabe der ersten Postwertzeichen. Ihm zu Ehren wurden 1887 Briefmarken zu einem und drei Centimes mit seinem Porträt herausgegeben. Zur Förderung der landwirtschaftlichen Produktion diente eine Nationalausstellung in Port-au-Prince. Des Weiteren wurde eine Juristische Fakultät gegründet, so dass es nicht länger notwendig war, im Ausland Rechtswissenschaften zu studieren. Schließlich kam es zur Gründung eines Nationalarchivs, zur Reform der Grundschulbildung sowie der Reform von Landwirtschaft, Regierungsverwaltung und der Armee. Unglücklicherweise wurde noch während seiner Präsidentschaft das Nationalarchiv durch einen Brand zerstört und damit auch ein von Frankreich gestifteter großer rechtswissenschaftlicher Präsenzbestand, der für die rechtswissenschaftlichen Studiengänge von Bedeutung war.
Ein wesentlicher Unterstützer seiner Reformpolitik war dabei sein langjähriger Berater François Saint-Surin Manigat, dessen Enkel Leslie Manigat später selbst Präsident war. Manigat wurde 1883 zunächst Innenminister und bald darauf Gouverneur der Nationalbank. 1887 wurde er schließlich zum Erziehungsminister berufen.
Am 15. Mai 1887 wäre seine Amtszeit aufgrund der Verfassung zu Ende gewesen, blieb aber aufgrund eines Entscheids der Nationalversammlung Staatsoberhaupt. Zu diesem Zweck wurde die Verfassung, die bisher die Wiederwahl des Präsidenten verbot, geändert. Am 30. Juni 1886 wurde er daher für eine weitere Amtszeit von sieben Jahren zum Präsidenten wiedergewählt und leistete am 15. Mai 1887 seinen erneuten Amtseid.
In der Folgezeit kam es jedoch zu großer Unzufriedenheit, da die Gefahr einer Wiedereinrichtung einer Präsidentschaft auf Lebenszeit befürchtet wurde. Anführer der Gruppe der Gegner Salomons war General Seide Thélémaque, der Kommandant der Armeeeinheiten im Arrondissement Cap-Haitien, der am 4. August 1888 öffentlich jede weitere Anerkennung der Machtbefugnisse ablehnte. Am 10. August 1888 musste der Präsident bei einer feindseligen Kundgebung in Port-au-Prince letztlich seinen Rücktritt ankündigen. Ohne Blutvergießen trat er noch am gleichen Vormittag zurück und begab sich am Nachmittag desselben Tages auf einem Schiff ins Exil nach Paris, wo er bereits etwas mehr als zwei Monate später an den Folgen einer chirurgischen Operation verstarb.
Mit der Wiederherstellung wurde zunächst eine provisorische Regierung unter dem Vorsitz des früheren Präsidenten Pierre Théoma Boisrond-Canal eingesetzt.
Im Jahr 2000 gab die haitianische Regierung eine 50-Gourde-Banknote mit seinem Porträt heraus.